# Trump Towers Rio
A Trump Towers Rio foi um projeto de complexo de escritórios no Centro do Rio de Janeiro, que foi cancelado no ano de 2017 pela Organização Trump. Com cinco edifícios de 38 andares e localizado na zona portuária do Rio de Janeiro, o complexo Trump Towers Rio seria, segundo seus construtores, o maior conjunto de escritórios de todos os membros dos Brics. Porém, o receio entre clientes e a crise econômica no país travaram a largada do projeto.

## História
Em dezembro de 2012, as organizações Trump anunciaram planos de construir o Trump Towers Rio, um complexo de 5 prédios com 38 andares cada. Quando encerradas as construções, o complexo terá cerca de 322 mil m² e será o maior complexo de escritórios do Rio de Janeiro, o empreendimento está sendo desenvolvido em um terreno de 32 mil m², na Avenida Francisco Bicalho, Região Portuária do Rio e será o maior centro corporativo urbano nos países do BRIC e um das maiores do mundo.

## Demora na Construção
A construção do edifício estava prevista para começar em 2015 e acabar em 2018. A maior parte do terreno (entre a avenida Francisco Bicalho e a rua General Luis Mendes de Morais) é ocupada por um prédio abandonado, mas também há no quarteirão algumas edificações, como uma ONG e a quadra da escola de samba Unidos da Tijuca. O trecho onde estava prevista a construção dos edifícios integra um conjunto de terrenos na zona portuária comprados pela Caixa com recursos do FGTS (Fundo de Garantia do Tempo de Serviço), num arranjo mediado pela prefeitura do Rio para revitalizar a região, rebatizada de Porto Maravilha. A Caixa negocia a ocupação dos terrenos com a prefeitura e construtoras.